# Chrysocraspeda flavisparsa
Chrysocraspeda flavisparsa là một loài bướm đêm trong họ Geometridae.